# Odón de Saint Omer
Odón de Saint Omer (también Oste; después de 1138-hacia 1218) fue el condestable del condado de Trípoli y señor de Gogulat en el reino armenio de Cilicia.
Era el hijo menor de Gutierre de Saint Omer, príncipe de Galilea y su esposa Eschiva de Bures. También fue conocido Odón de Tiberíades.
Sus hermanos mayores Hugo II y Raúl habían heredado el título de príncipe de Galilea. Odón fue condestable de Trípoli entre 1194 y 1196.
Alrededor de diciembre de 1199 se dirigió a Cilicia, donde ingresó al servicio del rey León I de Armenia, de quien recibió el señorío de Gogulat, que todavía poseía hasta 1218. Desde Gogulat controló el estratégicamente importante paso de la Puertas Cilicias.
Se casó con Eufemia, hija de Reinaldo de Sidón. Con ella tuvo dos hijos:
- Odón
- Eschiva, que se casó con Amalarico de Rivet, hijo de Jacobo de Rivet e Isabel de Soissons.